# Championnat de Belgique de rugby à XV 2019-2020
Navigation
Championnat 2018-2019 Championnat 2020-2021
Le championnat de Belgique de rugby à XV 2019-2020 oppose les huit meilleures équipes belges de rugby à XV. À cause de la pandémie de Covid-19, le championnat est arrêté après onze journées, et la fin de saison a été annulée.

## Liste des équipes en compétition
Le Rugby Oudenaarde, vainqueur de la 2e division, est promu en première division et remplace le RC Frameries. La compétition oppose pour la saison 2019-2020 les huit meilleures équipes belges de rugby à XV.
| Kituro Dendermonde Soignies La Hulpe Ottignies Waterloo Boitsfort Oudenaarde |

| Équipes             | Ville               |
| ------------------- | ------------------- |
| ASUB Rugby Waterloo | Waterloo            |
| Boitsfort RC        | Watermael-Boitsfort |
| Rugby Oudenaarde    | Oudenaarde          |
| RC La Hulpe         | La Hulpe            |
| Dendermondse RC     | Termonde            |
| Kituro RC           | Schaerbeek          |
| RC Soignies         | Soignies            |
| Ottignies RC        | Ottignies           |

## Résumé des résultats

### Classement de la phase régulière
Classement de la phase régulière  :
| Rang | Club                 | J  | V  | N | D  | Pm  | Pe  | Diff | Pts |
| ---- | -------------------- | -- | -- | - | -- | --- | --- | ---- | --- |
| 1    | La Hulpe (T)         | 11 | 10 | 0 | 1  | 330 | 105 | +225 | 49  |
| 2    | Dendermonde RC       | 11 | 8  | 0 | 3  | 329 | 158 | +171 | 43  |
| 3    | RC Soignies          | 11 | 8  | 0 | 3  | 343 | 195 | +148 | 41  |
| 4    | Kituro RC            | 11 | 5  | 0 | 6  | 277 | 224 | +53  | 28  |
| 5    | Ottignies RC         | 11 | 5  | 1 | 5  | 239 | 302 | -63  | 26  |
| 6    | ASUB Waterloo        | 11 | 5  | 1 | 5  | 207 | 206 | +1   | 25  |
| 7    | Boitsfort RC         | 11 | 1  | 0 | 10 | 130 | 357 | -227 | 8   |
| 8    | Rugby Oudenaarde (P) | 11 | 1  | 0 | 10 | 82  | 390 | -308 | 4   |

|  | T : tenant du titre 2019 • P : promu 2019 |

Attribution des points : victoire sur tapis vert : 5, victoire : 4, match nul : 2, défaite : 0, forfait : -2 ; plus les bonus (offensif : 4 essais marqués ; défensif : défaite par 7 points d'écart ou moins).
Règles de classement : ?

## Résultats détaillés

### Phase régulière
L'équipe qui reçoit est indiquée dans la colonne de gauche.		
| Clubs               | BOI   | DEN   | HUL   | KIT   | OTT   | OUD  | SOI   | WAT   |
| ------------------- | ----- | ----- | ----- | ----- | ----- | ---- | ----- | ----- |
| Boitsfort RC        |       | 10-54 | 0-40  | 18-40 |       | 31-7 | 13-28 | 8-44  |
| Dendermondse RC     |       |       | 12-8  |       | 50-3  | 48-3 | 27-15 | 34-12 |
| RC La Hulpe         | 28-0  | 21-17 |       | 20-7  | 31-16 |      |       | 25-7  |
| Kituro RC           | 41-5  | 18-29 | 0-34  |       | 56-23 | 53-0 | 23-22 |       |
| Ottignies RC        | 36-31 | 26-21 |       | 16-15 |       | 48-5 | 18-42 |       |
| Rugby Oudenaarde    | 21-14 | 5-34  | 12-28 |       | 7-31  |      | 3-50  | 12-22 |
| RC Soignies         |       | 37-3  | 19-54 | 37-10 | 36-14 |      |       | 27-11 |
| ASUB Rugby Waterloo | 18-0  |       | 15-41 | 20-14 | 8-8   | 31-7 | 19-30 |       |

|  | Victoire à domicile |  | Match nul |  | Défaite à domicile |